# Chen Da (chanteur)
Pour le sociologue chinois, voir Chen Da.
Chen Da (aussi appelé Chen Ta ; chinois traditionnel : 陳達 ; pinyin : Chén Dá ; Wade : Ch'en2 Ta2 ; pe̍h-ōe-jī : Tân Ta̍t, né en 1906 et décédé le 11 avril 1981) est un chanteur taïwanais de musique folk. Ses interprétations spontanées d'airs traditionnels sont devenues un objet d'étude pour de nombreux spécialistes de la musique taïwanaise et attirent l'attention d'écrivains spécialisés dans la critique musicale, dont le romancier Wang Tuoh. Selon le Journal of Music in China, Chen Da est « le seul chanteur reconnu de la chanson folklorique taïwanaise ». Chen Da est également considéré comme un chanteur de « chansons folkloriques Hoklo », un synonyme de « chansons folkloriques taïwanaises ».
À la fin des années 1970, Chen Da devient la voix de la résistance socioculturelle contre le Kuomintang (KMT) aux yeux de nombreux partisans du mouvement Tangwai, comme on appelait le mouvement démocratique. En tant que chanteur folklorique, il « a inspiré une foule de musiciens [...] à Taïwan ». 

## Biographie
En 1925, Chen Da commence à chanter des ballades de Hengchun en public avec ses frères, encouragé par l'exemple de son frère aîné qui est déjà un chanteur folklorique professionnel, et se contente de deux ou trois bols de riz bouilli par jour et d'un peu de monnaie. Pendant la Grande Dépression qui touche durement le Japon et ses colonies (et qui déclenche également les pulsions expansionnistes du capital japonais et l'agressivité du gouvernement qui s'engage dans l'invasion de la Chine), la survie de Chen Da en tant que chanteur de rue devient encore plus difficile.
En 1934, Chen Da est victime d'une attaque cérébrale. Dès lors, il ne peut plus se servir correctement de ses mains et de ses pieds. Sa bouche est restée inclinée et sa vue s'est fortement dégradée. Handicapé, il lui est presque impossible de gagner sa vie autrement qu'en chantant. Sa vie de chanteur de rue le condamne à une extrême pauvreté, qui est pourtant caractéristique de la vie des gens du peuple, notamment des paysans locataires des régions rurales. 
En tant que chanteur de rue pauvre et physiquement handicapé, Chen Da ne peut se marier. Il vit cependant avec une femme veuve de 1946 à 1948. Après leur séparation, cette femme, prénommée Xie, donne naissance à son fils unique. En 1949, Chen Da s'installe sur la côte est, dans le comté de Taitung. Il y trouve une autre veuve qui accepte de vivre avec lui. Deux ans plus tard, en 1951, le couple déménage du village de Fugang (Peinan Hsiang, Taitung Hsien) au canton de Hengchun.
En 1951, Chen Da se produit pour la première fois dans le cadre d'un programme culturel local. Il est rejoint par un autre chanteur folklorique, Zhang Xi (長惜). En duo, ils improvisent des chansons folkloriques de Hengchun.
Les musicologues soulignent que Chen Da improvisait souvent les paroles, ce qui était une caractéristique commune de l'interprétation des ballades folkloriques chinoises. Diverses versions régionales circulaient et les interprètes modifiaient fréquemment le texte, réagissant à la fois aux situations données et au public. Chen Da inventait aussi spontanément des ballades. C'est pour cette raison qu'il a été qualifié de poète.

## Accueil
Chiang Ching-kuo a cherché à rendre visite à Chen Da dans sa ville natale, selon la presse. La haute estime dont jouit le chanteur se reflète également dans le langage utilisé pour parler de Chen Da, le musicologue Jen Shangren fait l'éloge du chanteur, affirmant que « Chen Da est un joyau rare de la chanson folklorique dans l'histoire de la musique folklorique taïwanaise... ». Dans le Taipei Times, le critique musical Ho Yi qualifie Chen Da de « légende folklorique tardive » et de « musicien de yueqin exceptionnel, célèbre pour sa musique folklorique de Hengchun (恆春調) ». Helen Rees qualifie Chen Da de « barde errant » dans l'« Introduction » de son livre Lives in Chinese Music. Wang Ying-fen le qualifie de « chanteur le plus connu de la péninsule de Hengchun ».